# Michael Jakobsen
Michael Jakobsen (* 2. Januar 1986 in Kopenhagen) ist ein dänischer Fußballspieler. Er spielt in der Abwehr des dänischen Erstligisten FC Kopenhagen. Jakobsen wurde bereits in verschiedenen dänischen Jugendnationalteams eingesetzt.
2002 wurde er als dänisches U-17-Talent des Jahres ausgezeichnet. Sein Debüt in der dänischen Nationalmannschaft gab er am 28. März 2009 im Länderspiel gegen Malta.
Seine Vereinskarriere bestritt Jakobsen in Dänemark, den Niederlanden und Spanien; ab 2016 war er in Australien und Indien aktiv.